# Egyházasharaszti
Egyházasharaszti é um município da Hungria, situado no condado de Baranya. Tem 10,99 km² de área e sua população em 2019 foi estimada em 310 habitantes.